# 스트로더 마틴

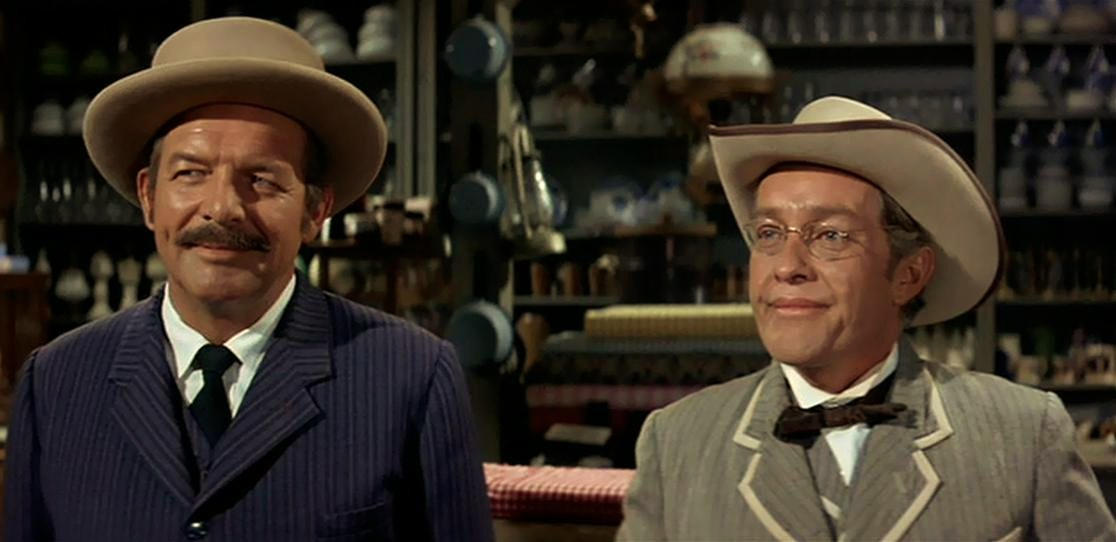

스트로더 마틴(Strother Martin, 1919년 3월 26일 ~ 1980년 8월 1일)는 미국의 배우이다.
사우전드오크스에서 사망하였다. 사인은 심근 경색이다.  포리스트 론 메모리얼 파크에 매장되었다.

## 출연 작품
- 빌런 (1979년)
- 의문의 호출 (1979년)
- 나이트윙 (1979년)
- 사랑과 총탄 (1979년)
- 챔프 (1979년) - 릴리 역
- 업 인 스모크 (1978년)
- 디 엔드 (1978년)
- 슬랩 샷 (1977년)
- 집행자 루스터 (1975년)
- 투쟁의 그늘 (1975년)
- 스네이크 (1973년)
- 포켓 머니(영어판) (1972년)
- 풀스 퍼레이드 (1971년)
- 서부의 여걸 한니 (1971년)
- 사탄의 형제들 (1971)
- 케이블 호그의 발라드 (1970년)
- 진정한 용기 (1969년)
- 와일드 번치 (1969년) - 코퍼 역
- 내일을 향해 쏴라 (1969년) - 퍼시 게리스 역
- 마지막 선택 (1967년)
- 폭력 탈옥 (1967년)
- 아이 포 아이 (1966년)
- 명탐정 하퍼 (1966년)
- 브레인스톰 (1965년)
- 서부의 4형제 (1965년)
- 셰넌도어 (1965년)
- 최후의 총잡이 (1964년)
- 맥린턱 (1963년)
- 리버티 벨런스를 쏜 사나이 (1962년)
- 더 뉴 브리드 (1961년)
- 벤 케이시 (1961년)
- 생츄어리 (1961년) - 도그 보이 역
- 데들리 컴퍼니온 (1961년)
- 쉐기 독 (1959년)
- 존 웨인의 기병대 (1959년)
- 카우보이 (1958년)
- 공격 (1956년)
- 빅 나이프 (1955년)
- 키스 미 데들리 (1955년)
- 스타 탄생 (1954년)
- 은배 (1954년)
- 아스팔트 정글 (1950년)

### 텔레비전
- 달려라 래시 (1956-57)
- 딜론 보안관 (1956-74)
- 서부의 파라딘 (1957-62, Have Gun – Will Travel)
- 페리 메이슨 (1962-65)
- 보난자 (1964-72)
- 디즈니랜드 (1973)